# Aspila venusta
Aspila venusta är en fjärilsart som beskrevs av Edwards 1875. Aspila venusta ingår i släktet Aspila och familjen nattflyn. Inga underarter finns listade i Catalogue of Life.